# Babín
Babín este o comună slovacă, aflată în districtul Námestovo din regiunea Žilina. Localitatea se află la altitudinea de 680 m deasupra n.m., se întinde pe o suprafață de 17,39 km2 și în 2017 număra 1.449 de locuitori. Se învecinează cu comuna Hruštín.

## Istoric
Localitatea Babín este atestată documentar din 1564.

## Demografie
| An:                | 1994 | 2004   | 2014   | 2024   |
| ------------------ | ---- | ------ | ------ | ------ |
| Număr de persoane: | 1324 | 1413   | 1417   | 1453   |
| Diferență:         |      | +6,72% | +0,28% | +2,54% |

| An:                | 2023 | 2024   |
| ------------------ | ---- | ------ |
| Număr de persoane: | 1444 | 1453   |
| Diferență:         |      | +0,62% |